# H1299細胞
H1299 (也稱為NCI-H1299、CRL-5803) 是源自淋巴結的人類非小細胞肺癌細胞系，在研究中得到廣泛應用。H1299細胞與其他永生細胞系一樣可以無限期分裂，並且因p53基因的純合子部分缺失，故而不表達腫瘤抑制基因p53蛋白，說明了它們的增殖傾向。有研究指出這些細胞會分泌神經調節素B，但是不會分泌GRP。

## 外部連結
- Cellosaurus entry for H1299 （页面存档备份，存于）